# Xenoblade Chronicles
Xenoblade Chronicles або Xenoblade (яп. ゼ ノ ブ レ イ ド) — науково-фантастична японська рольова гра, розроблена компанією Monolith Soft і видана Nintendo для консолі Wii. Гра була анонсована на виставці E3 2009 під назвою Monado: Beginning of the World. Пізніше вона була перейменована на Xenoblade в січні 2010 року на честь Тецуї Такахаші, директора гри і всіх попередніх ігор серії Xeno. Гра вийшла 10 червня 2010 року в Японії, 19 серпня 2011 в Європі. Однак, північноамериканський реліз ніде не підтверджувався, що призвело до фанатського руху за випуск Xenoblade в цьому регіоні. В підсумку гра вийшла в Північній Америці 6 квітня 2012 року. Крім того, порт під назвою Xenoblade Chronicles 3D вийшов в квітні 2015 року для New Nintendo 3DS.
Xenoblade була добре зустрінута критиками, багато оглядачів назвали її відмінним прикладом інновацій та покращення в японських рольових іграх. Гра породила духовного спадкоємця, Xenoblade Chronicles X, яка вийшла для Wii U в квітні 2015 року.

## Ігровий процес
Гравець керує групою персонажів, які переміщуються відкритим світом, виконуючи сюжетні та побічні завдання. На відміну від більшості класичних ігор жанру jRPG в Xenoblade Chronicles немає випадкових битв. Гравець завжди бачить своїх ворогів на карті, перш ніж вступити з ними в битву. Вороги, в свою чергу, поділяються на нейтральних та агресивних. Нейтральні тільки відповідають на атаки гравця, агресивні ж нападають самі, як тільки помітять його. До того ж йому на допомогу можуть прийти вороги, що перебувають поблизу.
Битви відбуваються в реальному часі без переходу на окрему арену, персонажі з противниками вільно переміщаються по полю бою. Управляти в бою можна тільки головним героєм, а іншими членами команди керує штучний інтелект. При цьому гравець може віддавати їм загальні вказівки на кшталт: сконцентруватися на атаці ворога, діяти в своїх інтересах або ж триматися ближче до лідера.
Ключову роль в сюжеті та ігровому процесі відіграє меч Монадо. Головний герой можете активувовувати різні типи атак меча і спеціальні можливості, як захисний бар'єр. Кожна з можливостей розвивається до 10-го рівня. Кілька з них не можуть бути добуті, а даються сюжетно в фінальній битві.
Зброя і броня персонажів забезпечені слотами, в які можна встановити камені, що змінюють характеристики і доступні здібності. Спеціальні атаки стають ефективнішими з кожним новим рівнем і отримують швидшу перезарядку.

## Світ гри
У світі, де розгортаються події Xenoblade Chronicles, колись посеред океану з'явилися два велетня, Біоніс і Мехоніс, які зійшлися в битві. У підсумку обидва велетня загинули, завдавши один одному смертельних поранень. Їхні тіла впали в океан, на тілі Біоніса з часом виникла біологічна форма життя хом, дуже схожа на людей, а на тілі Мехоніса — розумні механічні істоти мехони. Якось між представниками двох форм життя почалася війна, яка триває вже багато років.
Головним героєм виступає 18-річний юнак Шулк, який живе на Біонісі в Колонії № 9, одній з двох вцілілих. До його рук потрапляє меч Монадо, який, за легендою, належав Біонісу, і колись стане найсильнішою зброєю проти Мехонів.

## Сюжет
Сюжету починається подіями за один рік дотепер в грі, коли боєць Дунбан володів легендарним мечем Монадо, ведучи боротьбу проти Мехонів, разом з товаришами Діксоном і Мумкаром. Він тимчасово відновлює мир, але Мумкар загинув, а Дунбан отримав каліцтво.
Через рік після битви, Шулк і Рейн повертається додому в Колонії 9, після пошуків запчастин на полі битви. Після зустрічі з подругою Фіорою і допомоги їй, несподівано на Колонію 9 нападають війська Мехонів. Шулк і його друзі розшукують Дунбана і його меч Монадо. Проте, Дунбан не може опанувати силою меча. Шулк підіймає Монадо, показуючи більший контроль над зброєю, і отримує видіння нападу величезного Мехона.
Скоро група Шулка дійсно зустрічає такого лідера Мехонів під назвою «Залізне лице». Але Залізне Лице виявляється несприйнятливим до атак та вбиває Фіору. Шулк і Рейн залишають Колонію 9 в гонитві за Залізним лицем, щоб досягти фортеці Галахад, цитаделі Мехонів, розташованій в Долині Меча. Шулк і Рейн подорожують по нозі Біоніса, де зустрічають і приймають в команду Шарлу. Коли група возз'єднується з Дунбаном, Шулк отримує видіння битви з Залізним лицем на острові, який схожий на Тюремний острів, що робить його наступним пунктом призначення. На шляху до групи Шулка приєднуються маг Мелія і представник раси нопон Рікі. Шулк також зустрічає Алвіса, Хома, який теж здатний користуватися Монадо.
У Алкамоті, столиці Вищих ентійців — людей, що проживають в голові Біоніса, група Шулка зазнає спроби замаху на них. Мелія пояснює, що є принцесою імператорської сім'ї і полювали на неї. Група отримує імператорський пропуск на Тюремний острів. Пізніше, під час зустрічі з Мелією, Шулк бачить видіння, де Залізне лице вбиває імператора; перш ніж він встигає розповісти іншим, Залізне лице і Срібне лице (Немезида) очолюють атаку Мехонів на Алкамот. Розуміючи, що оборона міста не витримає, імператор Сорен вирушає на Тюремний острів, щоб зупинити ворогів. Шулк, Мелія, та інші вирушають туди ж, де вони зустрічаються із Занзою, гігантом, який стверджує, що є творецем Монадо і в'язенем острова. Від вдосконалює Монадо, посилюючи його і даючи змогу боротися ним і з живими ісотами. Залізне лице вбиває Занзу й імператора. Шулк виконує своє видіння, швидко перемігши Залізне лице оновленим мечем. Однак, після цього нападає мех Срібне лице, пілот якого виявляється жінкою з механічним тілом всередині. На подив усіх, вона до того ж є Фіорою, однак, не пам'ятає Шулка, і йде з відступаючими Мехонами.
Шулк, хоча певний, щоб Фіора жива, пригнічений тим, що вона не може згадати його, Дунбана, та інших, будучи тепер Мехоном. Завдяки підтримці друзів, Шулк вирішує продовжити слідувати за Мехонами до фортеці Галахад, щоб знайти Фіору. Врешті партія знаходить її за пілотуванням Срібного лиця, Фіора поводить себе доброзичливо, називаючи Шулка «Спадкоємець Монадо». Раптово з'являється Залізне лице, пілотом якого виявляється нібито загиблий Мумкар. Після бою втручається Егіл, лідер народу людиноподібних мачін з Мехонісу, і забирає Срібне лице з собою. Група переслідує Егіла і його сили до Долини Меча, де вони борються з Мумкаром знову, нарешті убивши його. У центрі фортеці Галахад партія сходиться з Егілем та Фіорою, котра атакує їх. Але перш ніж Егіл зможе вбити партію, Фіора зупиняє його, викликаючи вибух. Шулк стрибає за Фіорою, а Егіл тікає.
Шулк отямлюється на Впалій руці Мехоніса. Він знаходить Фіору і цілує її, відроджуючи її спогади про себе. Шулк доходить висновку, що до падіння з фортеці хтось контролював тіло Фіори. Обоє вирішують знайти інших, Шарлі та Рейн насамперед. Вони возз'єднатися з Мелією та іншими в селі, де зустрічають народ Мехоніса — мачін. Лінада, мачіна-лікар, допомагає Фіорі пристосуватися до її нового тіла, в той час як Шулк й інші зустрічаються з Міґолом, лідером села і батьком Егіла. Міґол просить їх убити Егіла.
Група покидає село, щоб досягти Капітолію Мехона, Аґнірати. Під час подорожі вони потрапляють в засідку меха Нефритового лиця, якого пілотує Гадольт, померлий наречений Шарлі. Незабаром партії зустрічається Венея, сестра Егіла. Венея, бажаючи миру між мешканцями Біоніса і Мехона, бере їх до Аґнірати. Зайшовши туди, Фіора перетворюється на богиню Мехонісу Мейнез, яка вже контролювала її тіло, вберігши партію від Егіла. Від неї Шулк та інші дізнаються, що народи Біонісу і Мехонісу колись були в мирі один з одним. Розуміючи бажання помститися Егілу, група прямує до Храму Мейнез, де той знаходиться.
Після жорстокої боротьби, Егіл активізує Мехоніса. По входженню в Ядро Мехоніса, Шулк примиряється з Егілем, встановлюючи перемир'я. Несподівано Діксон стріляє в спину Шулку і називає себе Послідовником Занзи, бога-творця Біоніса, який говорить від його імені. Занза відроджується з тіла Шулка, якого давно обрав для цієї цілі, і забирає Монадо, сказавши, що збирається переродити світ. Він оживлює Біоніса та відновлює колишню битву з Мехонісом, яким керує Егіл. Егіл зізнається, що почав війну аби зупинити Занзу, який загрожує всьому світові. Занза програє, тоді на захист миру стає Мейнез в тілі Фіори, але втрачає свій Монадо, який Занза відбирає. Після цього Фіора дізнається, що без Монадо вона вмирає. Однак, вона вирішує продовжувати боротьбу і вирішує замовчати цю інформацію від Шулка. Егіл залишається всередині Мехоніса дати партії достатньо часу на втечу. Занза знищує його разом з Мехонісом.
Біоніс занурюється в хаос, Фіора та інші забирають непритомного Шулка. Як тільки вони проходять через Долину меча, Лорізія, член суду Вищих ентійців, представляється як інший Послідовник Занзи. Вона перетворює багато Вищих ентійців на істот тілезіїв, усуваючи життя з Біоніса, хоча нечистокровні Вищі ентійці, як Мелія, не змінюються. Партія бореться проти них, відступаючи до Колонії 6, переслідувана тілезіями. Тим часом, уві сні, Шулк і Алвіс говорять один з одним. Алвіс переконує Шулка продовжити боротися. Той проходить низку боїв з образами раніше переможених противників і прокидається. Використовуючи Монадо, юнак повертається до боротьби з силами Занзи.
Після захисту Колонії 6, група проходить через нутрощі Біоніса, щоб перемогти Лорізію, потім Тюремний острів, щоб перемогти Діксона, використовуючи залишки сил Занзи і Мейнез відповідно. Навколо партії виникає модель Сонячної системи і Землі, після чого перед ними постає Занза. Він набув вигляду богоподібного велетня, озброєного власним Монадо і Монадо Мейнез. Занза пояснює, що населення світу стало неконтрольованим та небезпечним. Він оголошує свій намір створити новий світ з покірними йому ісотами, як вже робив багато разів до цього, і пропонує Шулку стати безсмертним, якщо той скориться йому. Проте Шулк відмовляється та вступає в бій з Занзою. В ході сутички Шулк, натхненний Алвісом, перетворює свій меч у Істинний Монадо, яким знищує Занзу.
Після битви Алвіс постає перед Шулком і показує йому видіння минулого, в якому Занза колись був вченим Клаусом. Він з асистенткою Мейнез провели експеримент з повторення Великого вибуху, хоч Мейнез і намагалася зупинити Занзу. В результаті їхній всесвіт був знищений, а ці двоє стали богами новоутвореного. Потім вони створили Біоніса і Мехоніса відповідно, які протистояли одне одному, як протистояли і їхні творці. Боячись, що його творіння колись покине світ, Занза ініціював цикл руйнування і відродження, створюючи істот і знищуючи їх тілезіями, коли вони надто розвивалися. Цього разу Занза втілився на Тюремному острові, щоб здійснити новий цикл. Алвіс показує, що він був спочатку комп'ютером космічної станції, де відбувався експеримент. Алвіс потім інформує Шулка, що їхній світ все-одно практично знищений, тож Шулк як новий бог, повинен вирішити долю світу. Шулк вибирає зробити світ без богів та поміщає свій Монадо до двох інших. В результаті Біоніс колапсує і вибухає, з чого історія починається заново.
В епілозі раси хом, Вищі ентійці, нопон і мачіни мирно живуть разом в новому світі. Фіора, Шулк та їхні друзі говорять про майбутнє. Шулк пригадує слова Алвіса, що цей світ безмежний і однаково належить всім формам життя, які його населяють.

## Розробка
Розробка гри передувала випуску самої консолі Wii, що призвело до чотирирічної роботи, з 2005 року, тільки над японською версією. Гра не демонструвалася громадськості до червня 2009 року на виставці E3 2009. У той час гра була анонсована під назвою Monado: Beginning of the World, але була пізніше перейменована на Xenoblade в січні 2010 року на честь Тецуї Такахаші, котрий працював над нею і всіма іграми серії Xeno.
Під час тривалого періоду розвитку, гра зазнала безлічі змін. Велика увага приділялася створенню головного героя, Шулка, щоб він став симпатичним для гравців. Група розробників навіть пропонувала зробити його німим героєм для кращого вживання в роль. Однак, пізніше команда задіяла протилежний підхід, і зосередилася на взаємодії Шулка з іншими персонажами, особливо через систему відносин «heart to hearts». Початково бойова система задумувалася покроковою, але в фіналі було впроваджено бої реального часу.
Такахаші мав на меті передати відчуття свободи для гравця, з меншим акцентом на довгих роликах, ніж попередні ігри серії Xeno. Він описав світ гри, як «великий, наче в MMORPG» і порівняв його розмір з Японією.
29 серпня 2014 року Nintendo заявила під час презентації Nintendo Direct, що порт Xenoblade Chronicles, під назвою Xenoblade Chronicles 3D, знаходиться в розробці для нової портативної консолі New Nintendo 3DS. Порт був розроблений Monster Games і несумісний з попередніми моделями Nintendo 3DS, через використання поліпшеного процесора. Порт вийшов в усьому світі в квітні 2015 року.